# День флоту України
День фло́ту Украї́ни — професійне свято працівників морського і річкового флоту та військовослужбовців Військово-Морських Сил Збройних Сил України. З 2011 до 2014 року відзначалося щорічно в останню неділю липня.

## Історія свята

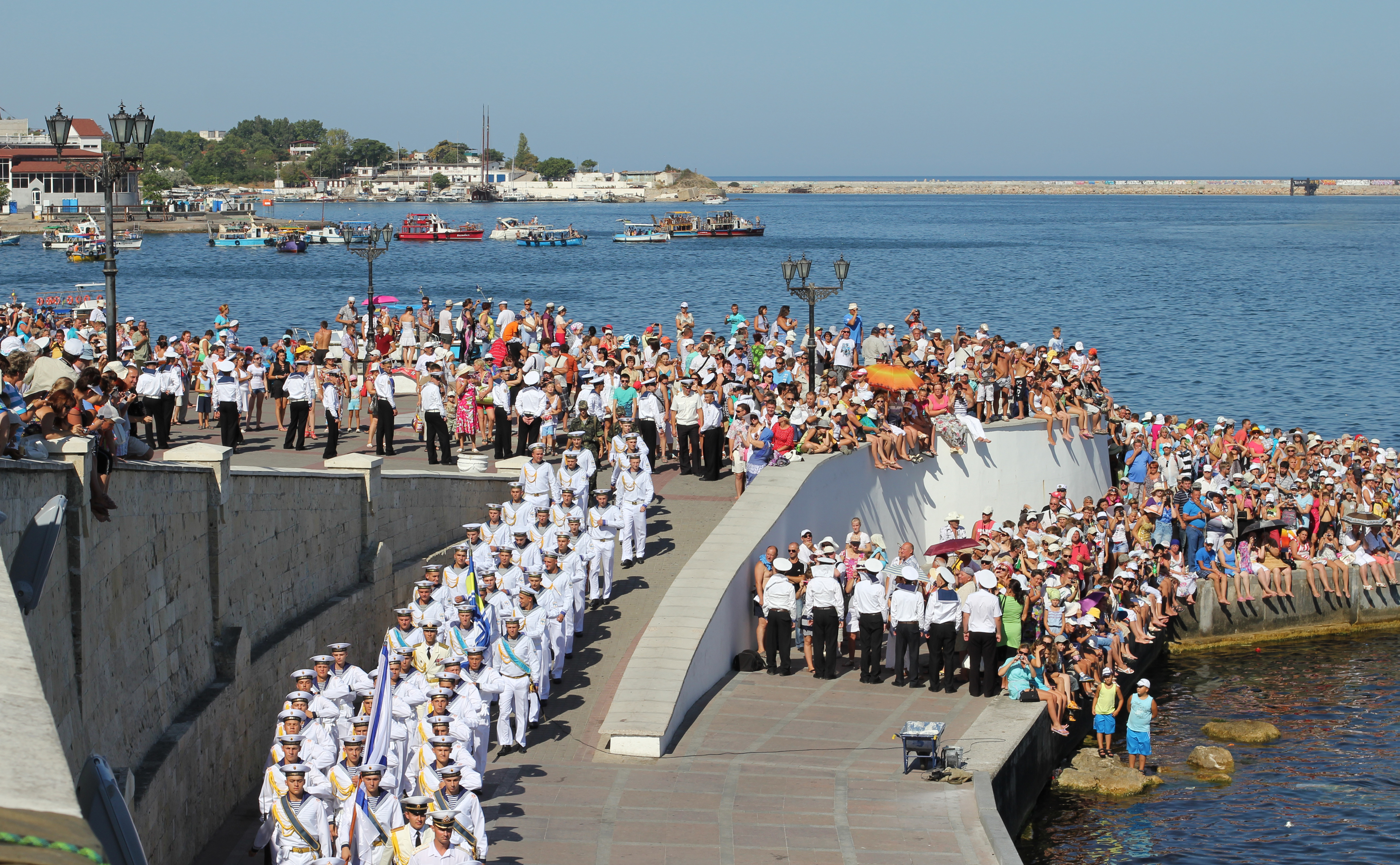
Репетиція святкування Дня флоту 2012 року

Свято встановлено в Україні «…з метою відродження та розвитку національних морських традицій…» згідно з Указом Президента України «Про День флоту України» від 18 листопада 2008 р. № 1053/2008.
Із поновленням Дня флоту України були скасовані День працівників морського та річкового флоту і День Військово-Морських Сил Збройних Сил України.
Своїм указом № 1209/2011 від 30.12.2011 Президент України Віктор Янукович переніс святкування дня флоту України на останню неділю липня, сумістивши його в часі зі святкуванням Дня Військово-Морського Флоту Російської Федерації.
Скасоване 12 червня 2015 року Указом Президента України Петра Порошенка.